# Madeleine Larsson (friidrottare)
Madeleine Larsson, född 31 augusti 1981, är en svensk friidrottare (långdistans). Hon tävlar för klubben Hässelby SK. Hon vann SM-guld på 10 000 meter år 2014.

## Personliga rekord
| Utomhus - 800 meter – 2:09,15 (Karlstad 24 juli 2003) - 800 meter – 2:12,87 (Göteborg 9 juli 2006) - 1 500 meter – 4:23,55 (Sollentuna 16 juli 2006) - 3 000 meter – 9:46,35 (Västerås 17 augusti 2007) - 5 000 meter – 16:32,73 (Borås 1 september 2013) - 10 000 meter – 34:02,68 (Umeå 1 augusti 2014) - 10 km landsväg – 34:13 (Malmö 12 juli 2014) - Halvmaraton – 1:21:32 (Göteborg 20 maj 2017) | Inomhus - 1 500 meter – 4:34,25 (Malmö 13 februari 2005) - 3 000 meter – 9:50,18 (Göteborg 26 februari 2011) |